# Árnyak könyve

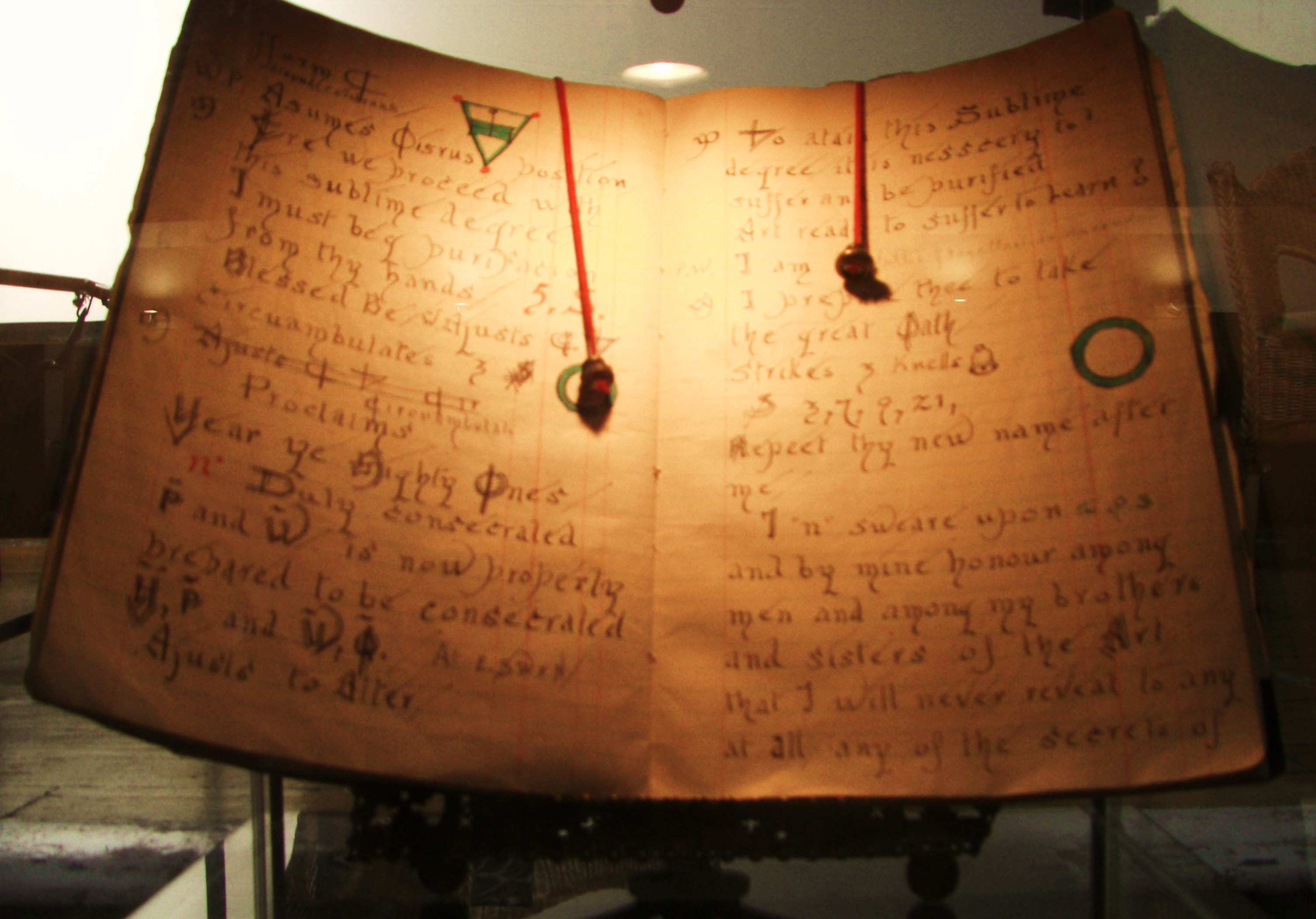
Két oldal a Gardner-féle Árnyak Könyvéből

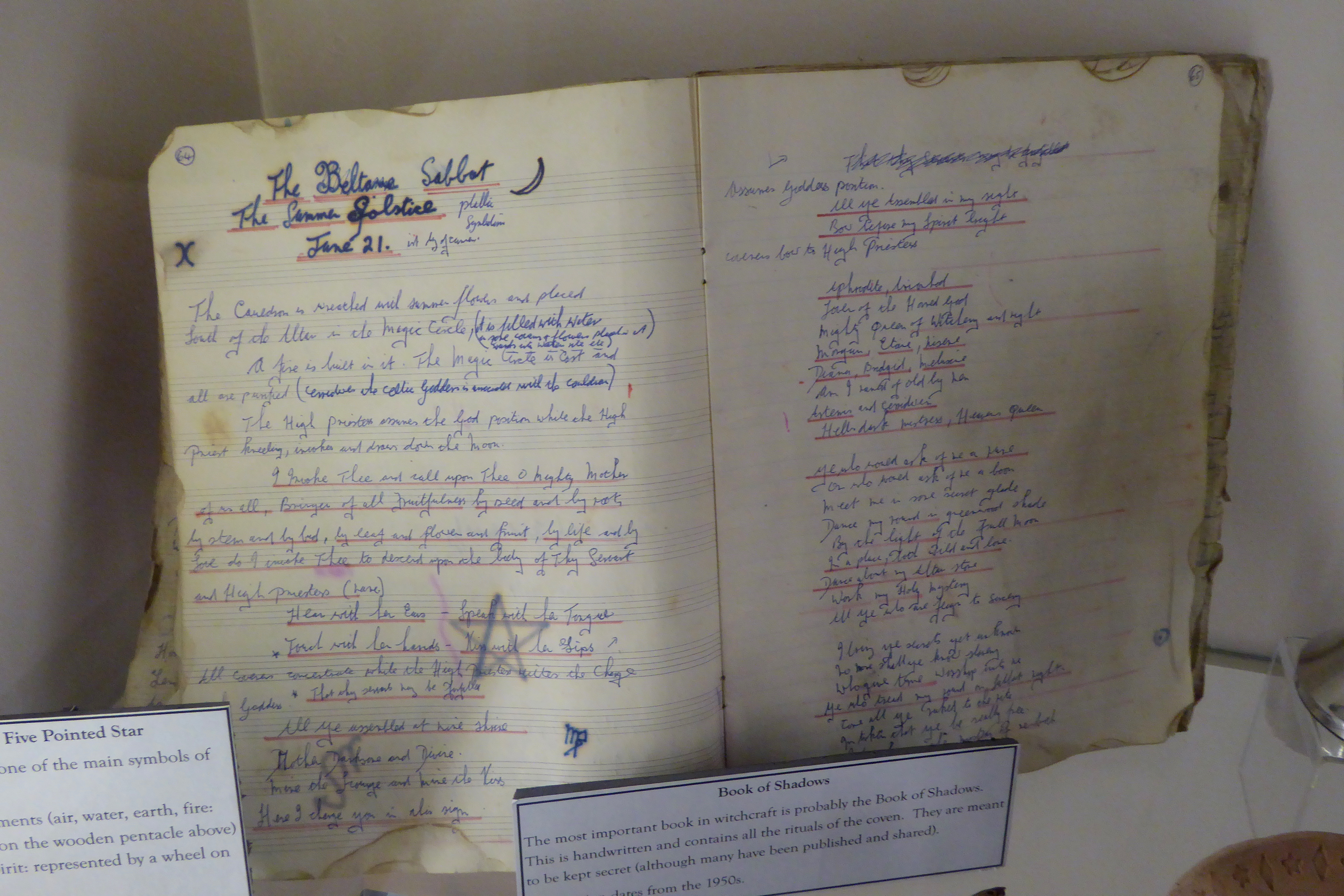
Árnyak könyve, Museum of Witchcraft and Magic

Az Árnyak könyve (Liber Umbrarum, Book of Shadows, rövidítve BoSh) a wicca és egyes más újpogány vallások követői által használt könyv. Nem egy konkrét könyv, hanem kovenenként (közösség) eltérő, de egyedülálló wiccáknak vagy boszorkányoknak is lehet. A könyv mágikus és vallási szövegeket tartalmaz, köztük az adott közösség vagy boszorkány szertartásait és filozófiáját; szerzője lejegyzi benne a boszorkánysággal kapcsolatos tudását, tapasztalatait, megfigyeléseit, és mindazt, amit arra méltónak talál, hogy továbbadhassa a következő nemzedékeknek. A benne őrzött tudás, a lejegyzések az idők folyamán egyre bővülnek, friss tudással ötvözve a régit.
A hagyományos wiccában, ami főként kovenközpontú, a könyvet mindenki kézzel másolja le saját főpapja vagy főpapnője könyvéről, az eklektikus wiccában azonban inkább egyfajta személyes napló. A hagyományos wicca közösségek által birtokolt könyvek, bár több változatban léteznek, valamennyire hasonlítanak a vallást elsőként popularizáló Gerald Gardner könyvéhez. Bár Gardner maga afféle személyes naplónak tekintette a sajátját, az őt követők legtöbbje vallási szövegként kezeli.
Tartalmazhatja a következőket: varázslatok és rítusok leírása, imák, mágiára vonatkozó ismeretek, gyógynövényes receptek, táblázatok (pl. a holdtölték időpontja), szimbólumok, istenségekről szóló írások, a kovenről szóló fejezet, személyes tapasztalatok. A könyvet őrizve és elzárva szokás tartani, megóvva az ártó szándékkal, negatív energiákkal és a kíváncsi tekintetekkel szemben.
A kifejezés Gerald Gardnertől származik, de hogy ő honnan vette, azt senki sem tudja. Az első ilyen könyv Crowley munkásságából, salamoni írásokból, Leland Aradiájából és más hasonló mágikus szövegekből kimásolt részeket tartalmazott. Aztán kerültek hozzá az ünnepekre írt rituálék, és Doreen Valiente munkáival is ki lett egészítve.
A történet az volt erről a könyvről, hogy a boszorkányok évszázadok alatt felhalmozott tudását rejtik, amit minden beavatottaknak magának, kézzel kell lemásolni a saját példányába, amit aztán a boszorkány halála után meg kell semmisíteni.
Azt figyelembe véve, hogy a régi idők boszorkányai olvasni sem nagyon tudtak, nem hogy írni, ez a feltételezés enyhe túlzásnak nevezhető. Igaz a mágikus könyvek használatának a gyakorlata létezett, ám ez a tanult emberek kedvtelése volt, akik nem boszorkányságot, hanem szertartásos mágiát űztek, és az ilyen könyveket inkább grimoire-nak nevezték.
Mindenesetre az Árnyak könyvének a gondolata nagy kedveltségre talált a modern gyakorlók körében. Hisz, kit ne érdekelne egy olyan könyv, amiben a mágia minden csínja-bínja le van írva?